# Ross (cràter marcià)
|  | No s'ha de confondre amb Ross (cràter) o Rost (cràter). |

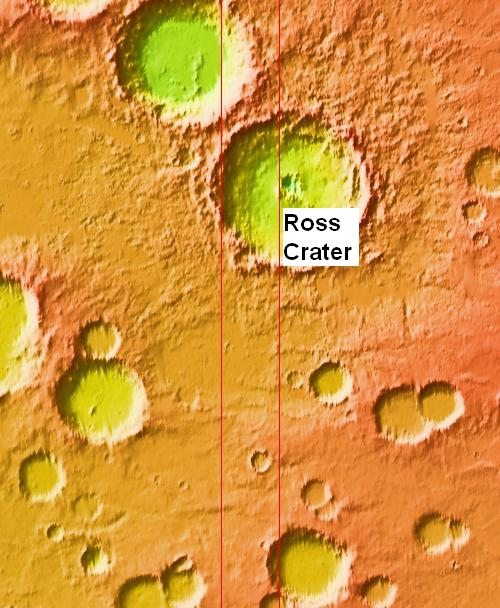
Entorn de Ross (Imatge MOLA)

Ross és un cràter d'impacte pertanyent al quadrangle Thaumasia del planeta Mart, localitzat a les coordenades en 57.7 sud i 107.84 oest. Té 82.51 km de diàmetre i deu el seu nom a l'astrònom nord-americà Frank Elmore Ross (1874-1960). El nom del cràter es va aprovar en 1973.
|  |  |
|  |  |

| |  |
| Llits en Ross (HiRISE). Atès que els llits se situen en el brocal estret d'un cràter i comencen a altures diferents, aquest exemple no és compatible amb el model dels llits causats per aqüífers. |  |

| |  |
| |  |
| |  |
| Llits lineals en Ross. Les imatges més properes mostren patrons poligonals, propis del terreny ric en gel. (Imatge HiRISE). |  |

|                                                                                         |  |
|                                                                                         |  |
|                                                                                         |  |
| Vista general i detalls de llits en el cràter Ross (imatges HiRISE del programa HiWish) |  |